# 元老院 (俄罗斯帝国)
元老院或参政院（俄语：Правительствующий сенат，正写法改革以前写为：Правительствующiй Сенатъ），清朝譯稱“萨纳特衙门”或“俄国枢密院”，是俄罗斯帝国沙皇的立法、司法和行政机构，由彼得大帝于1711年设立，以檢察總長為主席領導機構運作，该机构一直延续至俄罗斯帝国解体。元老院所有的成员都是沙皇彼得一世所任命，元老的任命与解职都必须要皇帝的命令才能生效，元老院无法以任何方式中止运作。